# Takthok
Le monastère Takthok (également connu sous le nom de Thag Thog ou Thak Thak) est un monastère bouddhiste situé dans le village de Sakti qui se trouve à 46 km à l'est de Leh, la capitale du Ladakh, (tibétain : གླེ, Wylie : gle, THL : lé་ ; hindî : लेह, translit. iso : lēha), du district du même nom, dans l'État du Jammu-et-Cachemire en Inde.

## Histoire
Ce monastère a été bâti vers le milieu du XVIe siècle sous le règne de Raja Tsewang Namgyal  (tibétain : ཚེ་དབང་རྣམ་རྒྱལ།, Wylie : tshe dbang rnam rgyal, THL : Tsewang Namgyal) (1535-1595) est un roi de la dynastie Namgyal du Ladakh. Il régna de 1575 à 1595. C'est le seul monastère du Ladakh qui appartient à la tradition Nyingmapa (Nying-ma-pa), également connue sous le nom d'Old Order, du Bouddhisme tibétain. Cinquante-cinq lamas y résident, à même le flanc de montagne, autour d'une grotte dans laquelle Padmasambhava aurait médité au VIIIe siècle. Le nom Takthok signifie littéralement «toit de roche», d'où l'appellation du monastère son toit et ses murs étant en pierre.

## Description
Le temple principal est très sombre et sombre avec un plafond bas de roche complètement recouvert du résidu des siècles de lampes à beurre ayant été brûlés là. Les peintures, qui ornaient autrefois les murs, sont couvertes de crasse. Plus bas, une autre grotte a été transformée en une cuisine qui a d'immenses poêles capables de produire assez de nourriture pour tous les pèlerins qui arrivent pour le festival annuel (qui a été déplacé vers les mois d'été pour accueillir les touristes). La salle de l'Assemblée, ou véranda du «khang», a des peintures des Quatre Seigneurs, tandis que les murs ont des peintures récentes de divinités protectrices féroces dont certaines ornent l'entrée de la véranda. Le du-khang contient également des statues de Maitreya, Padmasambhava et sa manifestation Dorje Takposal. A gauche de la cour centrale se trouve la chapelle de la grotte  où sont affichées les images de Padmasambhava, de Avalokitesvara et du 14e dalaï-lama. Derrière la chapelle se trouve la petite grotte, censée être l'endroit, où Padmasambhava a vécu et médité pendant trois ans. Le monastère contient en outre également les 108 volumes du  Kanjur  des enseignements de Bouddha.

## Le festival annuel
Chaque année le 9e et le 10e jour du sixième mois du calendrier tibétain, sont tenues les célébrations qui incluent des danses sacrées,.

## Galerie

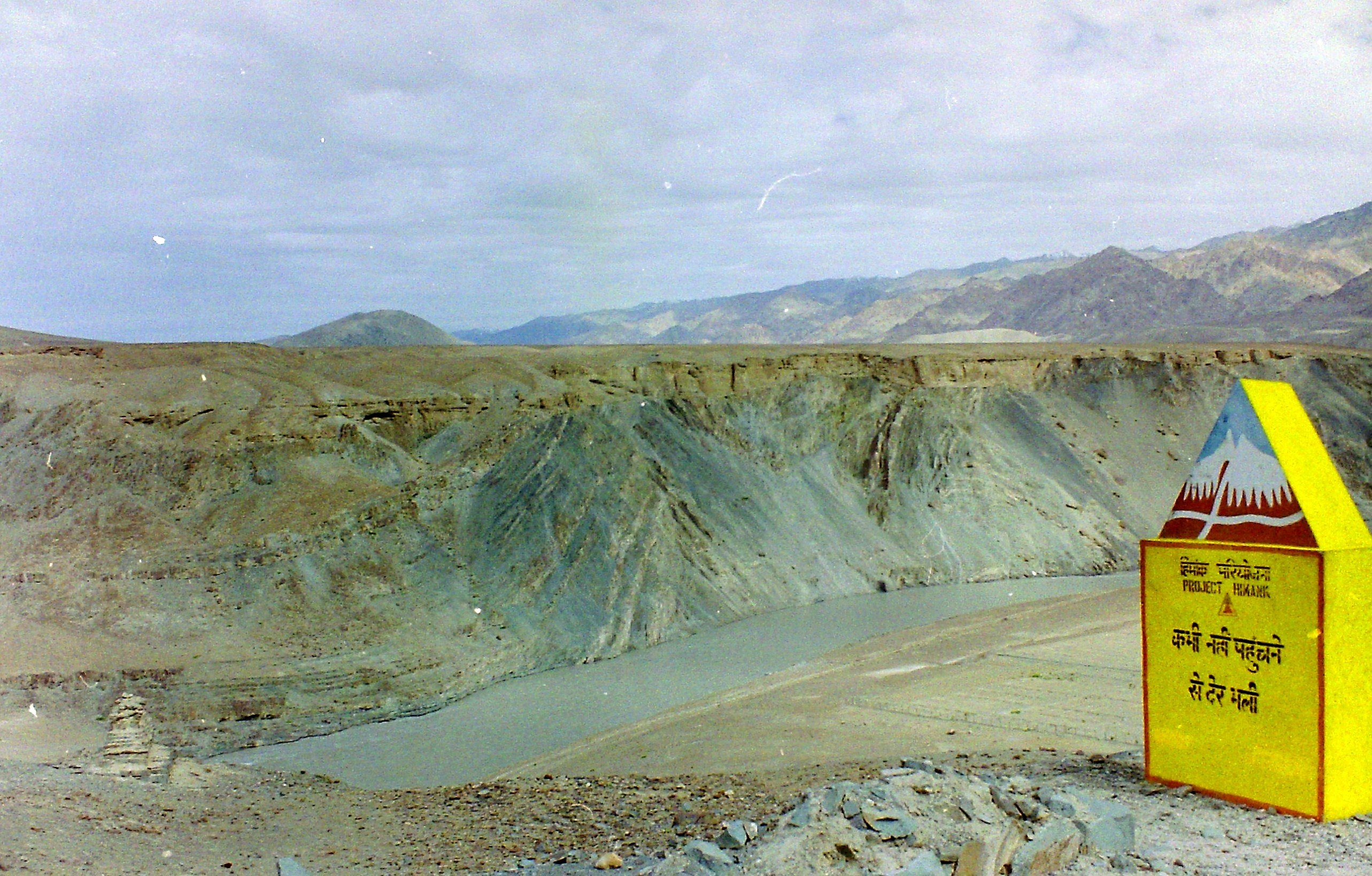
Vue des montagnes vers Takthok
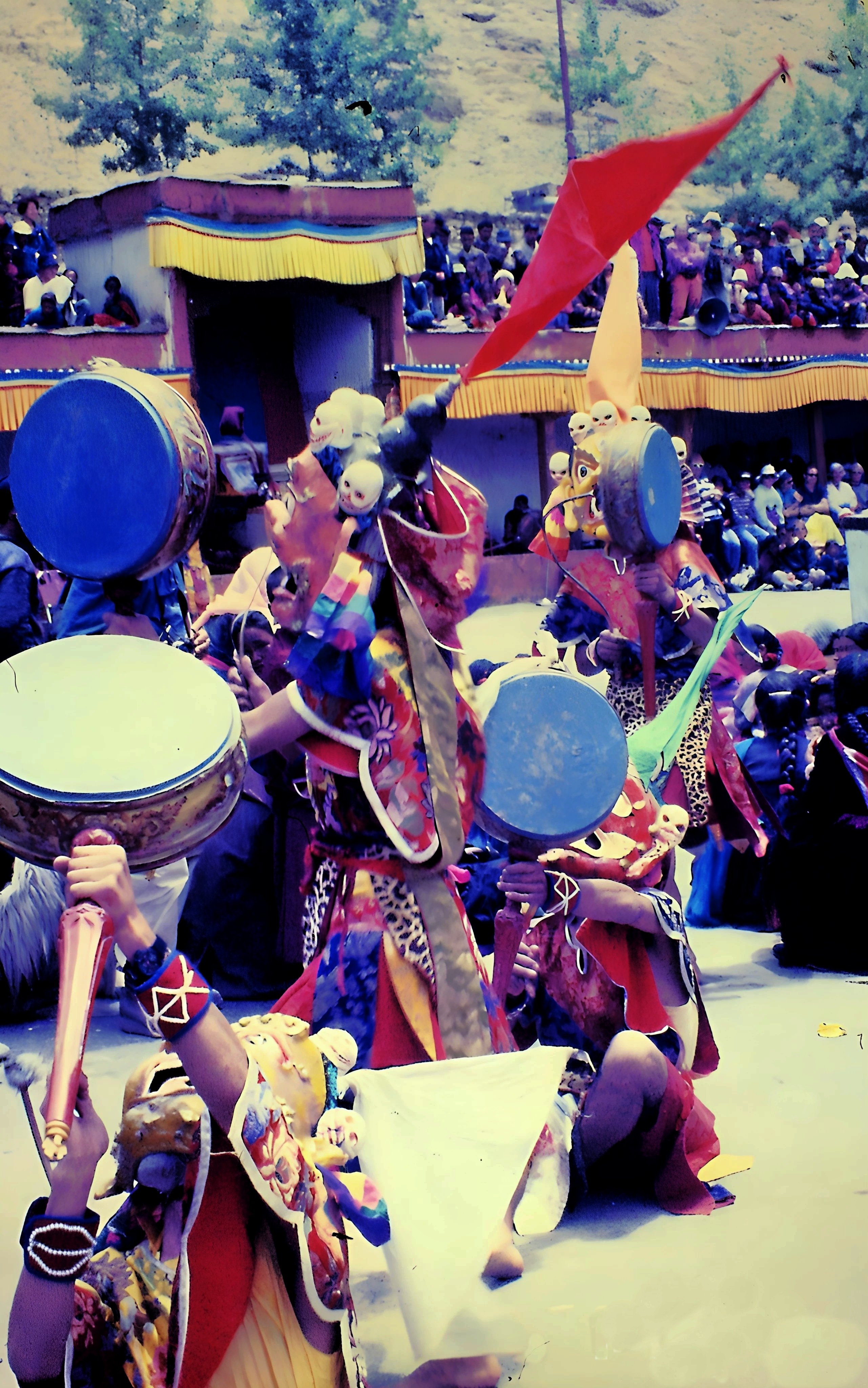
Festival du Tak-Tok au Ladakh en août 1995
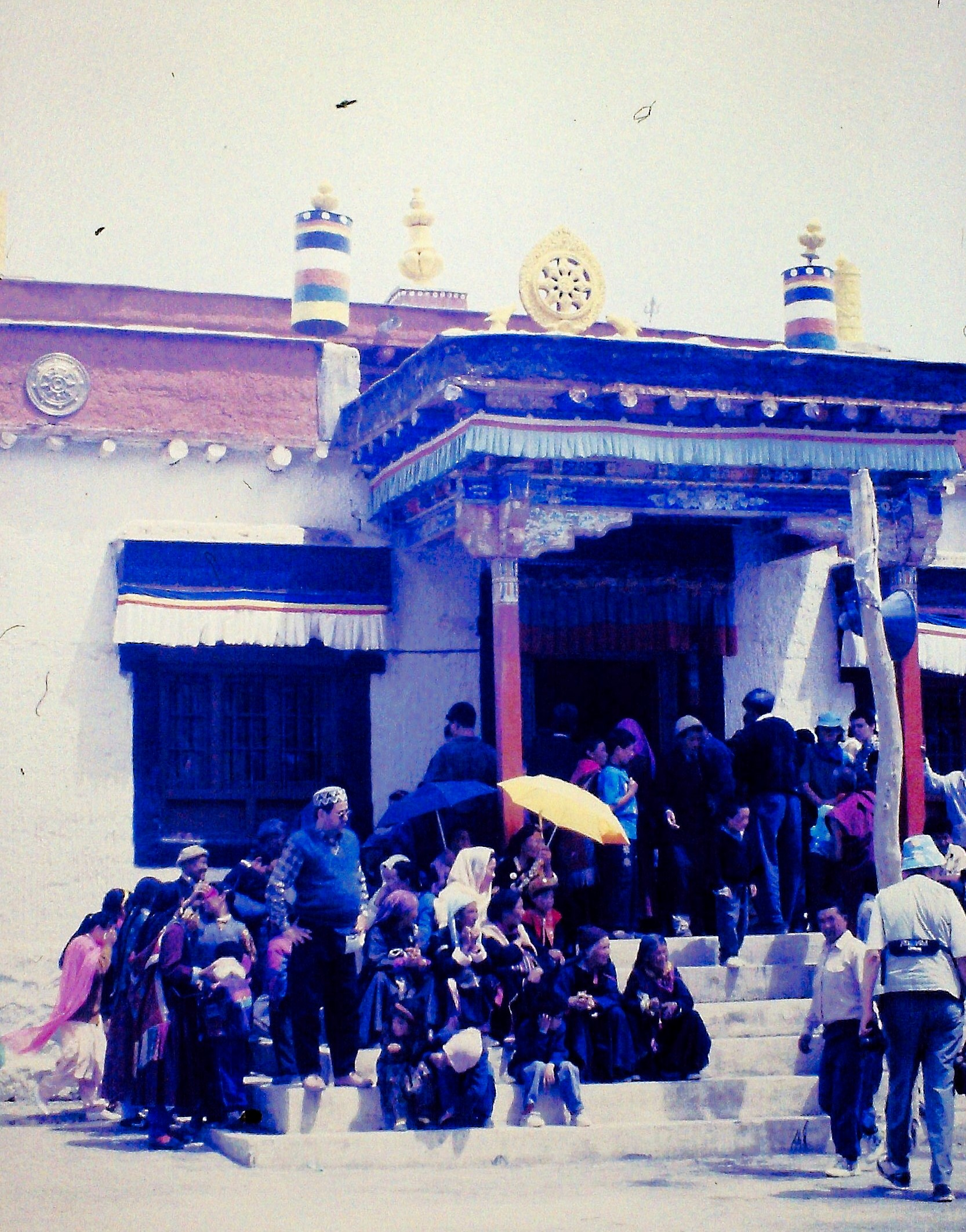
Festival du Tak-Tok au Ladakh en août 1995